# Jackie Gayda
Jacquelyn Gayda-Haas (Strongsville, 3 november 1981) is een Amerikaans professioneel worstelaar en valet, die vooral bekend is van haar tijd bij World Wrestling Entertainment, van 2002 tot 2005, en bij Total Nonstop Action Wrestling, van 2005 tot 2006.

## Carrière

### World Wrestling Entertainment (2002-2005, 2009)
In 2002 nam Gayda deel aan Tough Enough II en heeft ze samen met Linda Miles de Tough Enough-competitie gewonnen. Gayda verscheen meermaals op Raw- en SmackDown!-brands. In een aflevering van WWE Velocity veranderde Gayda in een heel ("schurk") nadat ze Miles afleidde en Ivory won de wedstrijd van Miles. Gayda vormde dan een tag team met Ivory om op te nemen tegen Miles en Trish Stratus.
Later werd Gayda naar de worstelorganisatie Ohio Valley Wrestling gestuurd, dat van 2000 tot 2008 ook als opleidingscentrum van WWE fungeerde, om haar worstelcapaciteiten te verbeteren en haar op te leiden tot een volwaardige professioneel worstelaarster. In een aflevering van Raw op 16 juni 2003, keerde Gayda terug naar de WWE als Miss Jackie en ze was de manager van Rico.
In 2004 worstelde Gayda samen met Stacy Keibler, waarbij het duo zichzelf verkondigen als de heetste diva's van de WWE en om op de cover van de Playboy-magazine te staan. Dit leidde tot een ruzie met Playboy co-cover girls Sable en Torrie Wilson. Op WrestleMania XX verloren Gayda en Keibler de "Playboy evening gown"-wedstrijd van Sable en Wilson.
In de WWE Draft van 2004, waren Gayda en Rico naar SmackDown! gezonden waar ze samen met Charlie Haas. een team vormden. Gayda bleef voor de WWE worstelen totdat haar contract, op 5 juli 2005, afliep.
In 2009 keerde Gayda eenmalig terug naar de WWE en ze nam deel aan de "25 Diva" battle royal op WrestleMania XXV.

### Total Nonstop Action Wrestling (2005-2006)
In een aflevering van Impact! op 26 november 2005, maakte Gayda haar debuut en begon ze te mokken tegen Jeff Jarrett. In een aflevering van Impact op 14 januari 2006, won Gayda de trofee voor de "TNA's Knockout of the Year 2005". Gayda bleef voor de TNA worstelen totdat haar contract in mei 2006 afliep.

## Persoonlijk leven
Op 10 juni 2005 trouwde Gayda met Charlie Haas. Het koppel heeft twee dochters en twee zonen.
Op 1 november 2008 openden Gayda en Haas de "Custom Muscle Nutrition and Smoothie Shop", een voedingswaardewinkel in Frisco (Texas).

## In het worstelen
- Finishers
  - Somersault neckbreaker

- Kenmerkende bewegingen
  - DDT

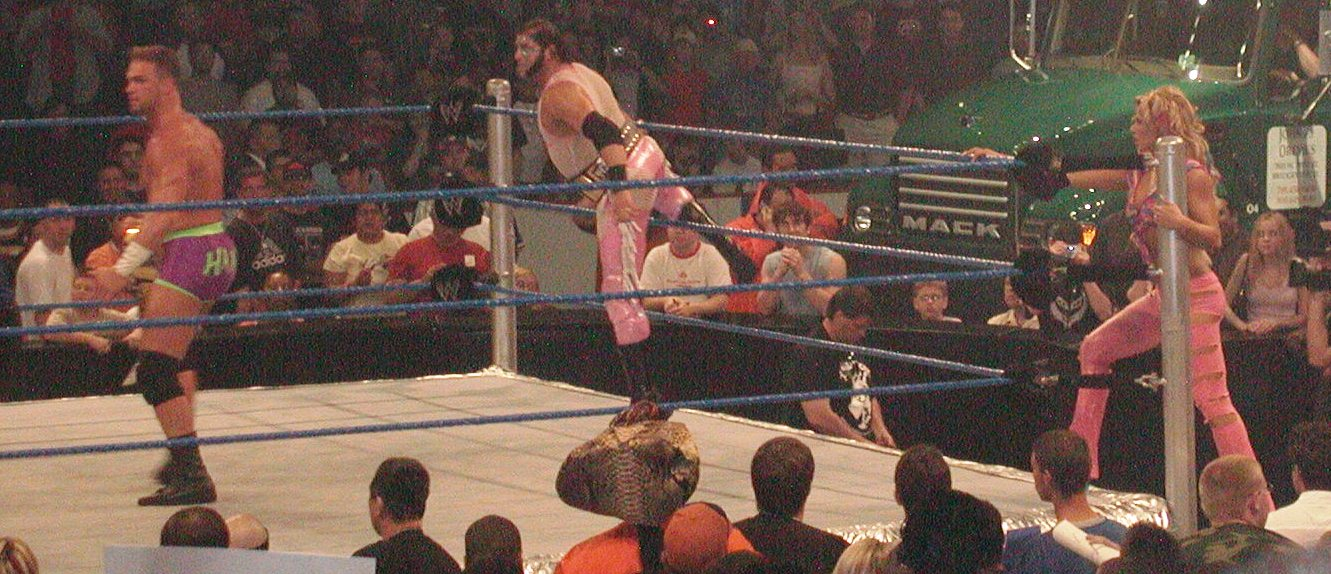
Charlie Haas (links) met Rico (midden) en Gayda (rechts).

- Worstelaars waarvan Gayda de manager was
  - Danny Basham
  - Doug Basham
  - Charlie Haas
  - Chris Kanyon
  - Linda Miles
  - Marty Wright
  - Rico
  - Jeff Jarrett
  - Chris Harris
  - James Storm
  - Ivory

## Prestaties
- Total Nonstop Action Wrestling
  - Knockout of the Year (2005)

- World Wrestling Entertainment
  - Tough Enough II met Linda Miles

- Wrestling Observer Newsletter awards
  - Worst Worked Match of the Year (2002) met Christopher Nowinski vs. Bradshaw en Trish Stratus op Raw van 7 juli 2002